# Șoc electric
Șocul electric este o reacție fiziologică sau un prejudiciu cauzat unei persoane de curentul electric care trece prin corpul ei.   De obicei, expresia este folosită pentru a descrie o expunere nocivă la energie electrică.   Aceasta apare la contactul direct unei părți a corpului uman cu orice sursă de electricitate, care provoacă  suficient  curent prin piele, mușchi, sau păr.
Curenții foarte mici pot să fie imperceptibili, să nu fie simțiți. Un curent mai mare  care trece prin corp poate face imposibilă  victimei șocului  să dea drumul  obiectului sub tensiune.    Curenții  mari pot provoca fibrilația inimii și deteriorarea țesuturilor. Moartea cauzată de un șoc electric este numită electrocutare.

## Imagine clinică
În caz de șoc electric, pot apărea perturbări în activitatea sistemului cardiovascular, respirație, sistem nervos, arsuri electrice. Timpul de debut și severitatea acestor tulburări variază foarte mult.
În ceea ce privește severitatea, șocul electric este împărțit în patru grade:
- Gradul I. Există contracții musculare convulsive fără a pierde conștiința.
- Gradul II. Caracterizată prin contracția musculară convulsivă și pierderea conștienței.
- Gradul III. Pe fundalul contracției musculare convulsive cu pierderea conștienței, există încălcări ale activității cardiace sau respirație.
- Gradul IV. Moarte clinică. Cauza morții poate fi: paralizia primară a inimii; paralizia respiratorie primară; paralizia simultană a inimii și respirația; șoc electric (paralizie cerebrală); arsuri electrice grave.

### Tratament la domiciu
Curentul electric poate determina, atât arsuri superficiale (la locul de intrare si iesire), cât și leziuni ale organelor interne. Șocurile electrice de scurtă durată, de intensitate redusă, care nu determină simptome și nici arsuri ale tegumentului, nu necesită tratament. În cazul șocurilor de intensitate ridicată sau a celor care au determinat arsuri tegumentare, se recomandă consultare medicală de urgență. Medicul va evalua arsurile arcului electric.
Primul ajutor până la sosirea medicului constă în:
- intreruperea sursei de curent electric, fară a atinge victima sau sursa de curent cu mâinile goale; se vor folosi manuși izolante sau un material (lemn, plastic, cauciuc) electroizolant pentru a îndepărta sursa de curent;
- dacă victima este în stop cardio-respirator se poate ulterior tenta resuscitarea cardio-respiratorie, dar numai după intreruperea sursei de curent, pentru evitarea pericolului de electrocutare a salvatorului;
- dacă sunt prezente puls și respirație spontană, victima va fi așezată în poziție de siguranță și supravegheată până la sosirea echipajului medical.

### Tratament medical
Tratamentul depinde de severitatea arsurii și de natura altor traumatisme găsite.
Arsurile se tratează în funcție de severitatea lor:
- arsurile minore pot fi tratate local cu antibiotic și pansament steril;
- arsurile mai severe pot necesita intervenție chirurgicală pentru curățarea rănii sau chiar aplicarea unor grefe de piele;
- arsurile severe ale brațelor, picioarelor sau mâinilor pot necesita intervenție chirurgicală pentru îndepărtarea musculaturii afectate sau chiar amputație.

Există o serie de traumatisme ce necesită tratament:
- leziunile oculare pot necesita examinare și tratament adecvat din partea medicului oftalmolog;
- fracturile osoase necesită montarea de gips sau intervenție chirurgicală pentru reducerea fracturilor osoase;
- leziunile organelor interne necesită monitorizare și eventuală intervenție chirurgicală.[4]